# Thyene splendida
Thyene splendida là một loài nhện trong họ Salticidae.
Loài này thuộc chi Thyene. Thyene splendida được Lodovico di Caporiacco miêu tả năm 1939.